# 威海水师学堂
威海水师学堂，位于山东省威海市环翠区刘公岛，为全国重点文物保护单位“刘公岛甲午战争纪念地”之一。现隶属中国甲午战争博物馆。

## 历史
威海水师学堂位于刘公岛西端，丁汝昌寓所西300米处。威海水师学堂是中国唯一尚存遗迹的清朝海军学校，开办于清朝光绪十六年（1890年），是清政府继福州船政学堂、天津水师学堂、广东水陆学堂之后创办的第四所培训海军军官的学堂。
1889年，北洋海军成立次年，北洋海军提督丁汝昌呈请李鸿章代奏设立威海水师学堂。获清政府批准后，学堂于1889年动工，共建房屋将近70间，占地面积近2万平方米，花费购地银、工料银近万两。1890年6月3日，威海水师学堂开始授课。
1889年冬，北洋舰队照例赴中国南方操巡，顺便为威海水师学堂招生。因舰队在各地均为短暂停留，没时间面向社会公开招生，所以生源大多是舰队在上海、福州、香港等地停留期间由舰上军官引荐的自己家乡的青少年。北洋海军军官多为福建人，所以招到的学生也多为福建人，平均年龄为15至18岁。此次招生除36名正式学员外，还招10名自费生。他们随舰队回到威海基地后便开课。威海水师学堂仅办四年便停办，这46名学生乃成为学堂首届也是唯一一届毕业生。
水师提督丁汝昌兼任学堂总办，下设委员、提调、总教习、洋文教习各一名，汉文教习两名，配有敏捷、康济、威远、海镜4条练船，开设英文、代数、几何、驾驶和舰炮操法、轮机、地理、天文、泅水等30多门内堂和外场课目。学堂的规章制度、管理、奖惩等都按照天津水师学堂章程办理。威海水师学堂位于北洋海军基地威海港内，所以北洋海军的设施都可供学员实习用，部分教员也由北洋海军教练兼任，这都是其他水
师学堂不及之处。威海水师学堂培养了吴纫礼、罗开榜、杨教修、崔富文、李圣传等知名海军将领。
甲午战争中，威海水师学堂遭战火损毁很严重。战后，部分学生转入天津水师学堂继续学业。1894年甲午战争后至1944年刘公岛汪伪海军起义期间，威海水师学堂曾先后被英国和日本占据。中华人民共和国成立后，学堂为中国人民解放军海军管理使用。
1988年，“水师学堂”作为“刘公岛甲午战争纪念地”之一，被国务院公布为全国重点文物保护单位。2000年，水师学堂收归中国甲午战争博物馆，并进行了修复保护。2004年6月，完成了全面维修并对外开放。

## 建筑
威海水师学堂残存的原建筑有东西辕门、照壁、小戏楼、旗杆座以及英国皇家海军陆战队营房、军官宿舍等。学堂占地面积1.8万平方米，四周环绕石砌堞墙及围墙。2004年修复了堞墙、照壁、凉亭、戏楼、俱乐部及英租时期的3座建筑，复建了大门、倒座、东西厢房、宿舍、教室、食堂等已毁建筑。水师学堂内部根据史料开展原状复原陈列。修复后的水师学堂主要分成清代水师学堂核心区、学堂建筑被毁遗址展示区、英租时期英国皇家海军陆战队营房及军官宿舍区、水师学堂露天训练场等4个展示区。